# Tian Kai
Tian Kai (chinesisch 田楷 / 田楷, Pinyin Tián Kǎi, W.-G. T'ien Kai; † 199) war ein Offizier, der während der späten Han-Dynastie unter dem chinesischen Warlord Gongsun Zan diente. Als Gongsun Zan 191 sein Territorium nach Süden auszudehnen versuchte, betraute er Tian Kai mit der Eroberung der Qing-Provinz (chinesisch 青, heutiges Shandong), die zu diesem Zeitpunkt unter der Kontrolle von Yuan Shao, dem Gouverneur der Ji-Provinz, stand. Gongsun Zan ernannte Tian Kai zu diesem Zweck zum Inspektor von Qing. Ein Titel, den Yuan Shao später ebenfalls seinem Sohn Yuan Tan gab.

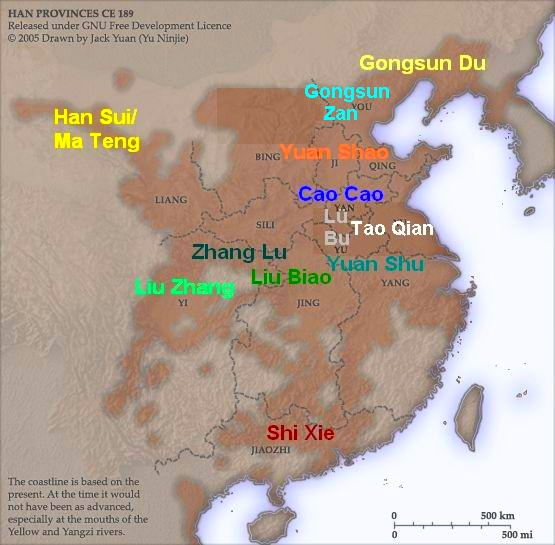
Einflussbereiche der Warlords um 194: Gongsun Zan (türkisblau) und Yuan Shao (orange) im Norden

Tian Kai gelang es, den nördlichen Teil der Provinz um die Stadt Pingyuan herum zu erobern, jedoch wurde sein weiterer Vorstoß von Yuan Shao aufgehalten. Im Gefolge von Tian Kai war auch Liu Bei, der durch seine Erfolge zunächst als Verwalter und später als Kanzler von Pingyuan eingesetzt wurde. 192 errang Yuan Shao einen wichtigen Sieg gegen Gongsun Zan, wodurch Tian Kai von Pingyuan nach Qi im Osten gedrängt wurde. Beide Seiten führten noch ein weiteres Jahr lang ununterbrochen gegeneinander Krieg, konnten aber keine Entscheidung herbeiführen. 193 akzeptierte Gongsun Zan schließlich einen Waffenstillstand mit Yuan Shao und einigte sich auf einen Abzug aller Truppen aus Qing.
Tao Qian bat 194 Tian Kai wegen der unmittelbaren Bedrohung seiner Provinz Xu durch Cao Cao um Unterstützung.  Dieser kam dem Hilfegesuch nach. Der immer noch unter seinem Kommando stehende Liu Bei folgte ebenfalls mit einem Heer von einigen tausend Mann. Als Tao Qian Liu Bei jedoch viertausend weitere, weitaus besser ernährte Soldaten aus Danyang anbot, brach er seine Treue zu Tian Kai und schloss sich Tao Qian an.
Um 196 eroberte Yuan Tan die Gebiete um Pingyuan und zwang Tian Kai in den Norden zurück, wo dieser seine Truppen in der Stadt Yi (heutiges Hejian) mit denen von Gongsun Zan vereinigte. Ab 198 zog Yuan Shao erneut gegen Gongsun Zan ins Feld. Tian Kai kam 199 ums Leben, als Yi erobert wurde.